# Copan (Oklahoma)
Copan is een plaats (town) in de Amerikaanse staat Oklahoma, en valt bestuurlijk gezien onder Washington County.

## Demografie
Bij de volkstelling in 2000 werd het aantal inwoners vastgesteld op 796.
In 2006 is het aantal inwoners door het United States Census Bureau geschat op 808, een stijging van 12 (1,5%).

## Geografie
Volgens het United States Census Bureau beslaat de plaats een oppervlakte van
2,7 km², geheel bestaande uit land. Copan ligt op ongeveer 221 m boven zeeniveau.

## Plaatsen in de nabije omgeving
De onderstaande figuur toont nabijgelegen plaatsen in een straal van 20 km rond Copan.